# Rhabdolichops nigrimans
Rhabdolichops nigrimans är en fiskart som beskrevs av Correa, Crampton och Albert 2006. Rhabdolichops nigrimans ingår i släktet Rhabdolichops och familjen Sternopygidae. Inga underarter finns listade i Catalogue of Life.